# Walker (Michigan)
Walker is een plaats (city) in de Amerikaanse staat Michigan, en valt bestuurlijk gezien onder Kent County.

## Demografie
Bij de volkstelling in 2000 werd het aantal inwoners vastgesteld op 21.842.
In 2006 is het aantal inwoners door het United States Census Bureau geschat op 23.556, een stijging van 1714 (7.8%).

## Geografie
Volgens het United States Census Bureau beslaat de plaats een oppervlakte van
65,9 km², waarvan 65,2 km² land en 0,7 km² water.

## Plaatsen in de nabije omgeving
De onderstaande figuur toont nabijgelegen plaatsen in een straal van 12 km rond Walker.